# Lista monumentelor istorice din județul Mureș - Ț

Simbol pentru monumentele istorice

Lista monumentelor istorice din județul Mureș - Ț cuprinde monumentele istorice înscrise în Patrimoniul cultural național al României și aflate în localități ce încep cu litera Ț din județul Mureș.
Lista completă este menținută și actualizată periodic de către Ministerul Culturii, Cultelor și Patrimoniului Național din România, prin intermediul Institutului Național al Patrimoniului, ultima versiune datând din 2015. Această listă cuprinde și actualizările ulterioare, realizate prin ordin al ministrului culturii.
| Cod LMI                          | Denumire                              | Localitate                  | Localizare | Datare, Creatori      | Imagine               | Erori             |
| -------------------------------- | ------------------------------------- | --------------------------- | --- | --------------------- | --------------------- | ----------------- |
| MS-II-a-B-16056                  | Ansamblul rural „Centrul istoric”     | sat Țigmandru; comuna Nadeș | Nr. 36-41, 45-66, 68-74, 81-106, 108-133, 135-140, 202-239, 241-259, 264-279, 281-293, 294-299, 303-308, 310-313. | mijl. sec. XIX        |                       | Raportează eroare |
| MS-II-m-B-16057                  | Biserica de lemn „Schimbarea la Față” | sat Țiptelnic; comuna Band  | 29 | 1777,1798, 1876, 1896 | Alte imagini          | Raportează eroare |
| MS-II-m-A-15610 (RAN: 114630.04) | Castelul Bethlen                      | sat Țopa; comuna Albești    | 111 46.24891°N 24.87315°E                                                                                         | sec. XVII             | Încarcă foto \| video | Raportează eroare |